# Luísa de La Vallière
Luísa Francisca de La Baume Le Blanc (Tours, 6 de agosto de 1644 — Paris, 7 de junho de 1710), foi uma famosa amante de Luís XIV de França.

## Biografia
Nascida em 1644 em Manoir de la Vallière, em Tours, filha de Lourenço de La Vallière e de Francisca Le Provost, a jovem Luísa Francisca passou sua infância no Castelo de Blois no qual seu pai estava ao serviço de Gastão de Orleans. Em 1661, entrou ao serviço, como dama de companhia, de Henriqueta Ana de Inglaterra, primeira esposa de Filipe de França, Duque de Orleães, irmão do rei.
A aproximação entre Luísa e Luis XIV se realizou por meio de um estratagema, denominado na França, de "paravent" (de imagem), a ideia era que a Corte pensasse que Luís XIV cortejava Luísa enquanto, na verdade, cortejava sua senhora, a própria cunhada. Luísa tinha 17 anos e disse que amava, em segredo, o rei desde que chegou a Corte. O jogo virou realidade e o rei fez de Luísa sua primeira favorita. A união, bem conhecida por todos, passou a ser levada com suma discrição, provocou protestos dos devotos da Corte e de seus predicadores, como Bossuet. O rei, muito crente até então, se negou a comungar desde 1663.

## Descendência

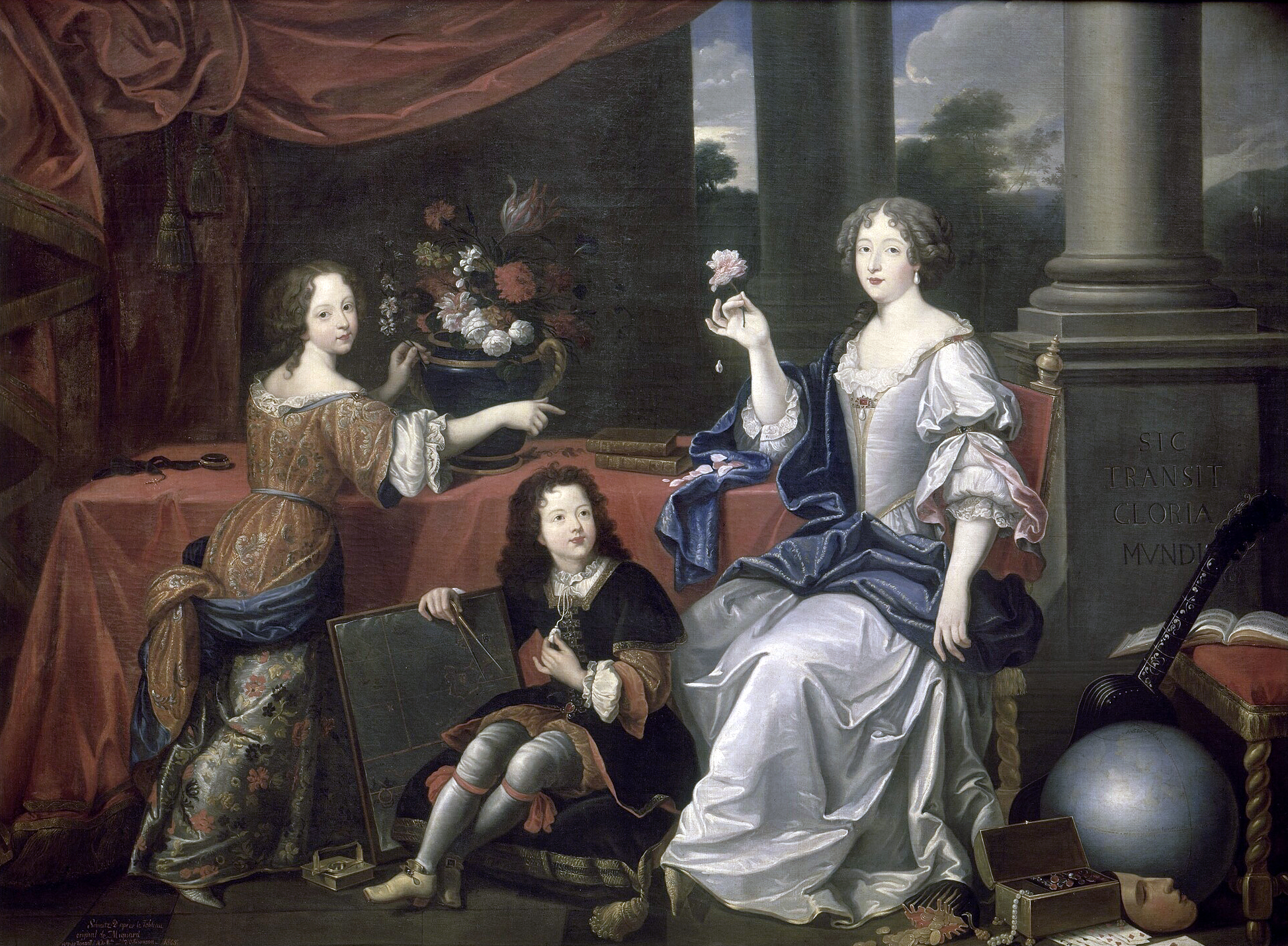
Luísa de La Vallière e seus filhos

Ao todo, Luísa teve cinco filhos de Luís XIV, dos quais apenas dois sobreviveram à infância:
- Carlos de La Baume Le Blanc (19 de novembro de 1663 - 15 de julho de 1666), morreu sem ser legitimado;
- Filipe de La Baume Le Blanc (7 de janeiro de 1665 - 1666) morreu sem ser legitimado;
- Luís de La Baume Le Blanc (27 de dezembro de 1665 - 1666), morreu sem ser legitimado;
- Maria Ana de Bourbon (2 de outubro de 1666 - 3 de maio de 1739), Legitimada em 14 de maio de 1667, casou-se com Luís Armando I, Príncipe de Conti, sem descendência;
- Luís de Bourbon, conde de Vermandois (2 de outubro de 1667 - 18 de novembro de 1683), Legitimado em 20 de fevereiro de 1669, não se casou, morreu aos 16 anos de idade.